# Heliciopsis artocarpoides
Heliciopsis artocarpoides är en tvåhjärtbladig växtart som först beskrevs av Adolph Daniel Edward Elmer, och fick sitt nu gällande namn av Herman Otto Sleumer. Heliciopsis artocarpoides ingår i släktet Heliciopsis och familjen Proteaceae. Inga underarter finns listade i Catalogue of Life.